# DDTV
DDTV (sau Direct Digital TV) a fost un canal de divertisment românesc, destinat majoritar copiilor și adolescenților. DDTV a fost deținut de către Dan Diaconescu, împreună cu OTV. A fost lansat original pe 1 aprilie 2005. Pe 23 august 2009, DDTV a fost relansat, difuzând filme artistice de top, documentare și desene animate. Postul a fost amendat cu 50.000 de lei pentru difuzarea de filme din portofoliul Warner Bros. fără licență de difuzare.
La 24 februarie 2014, CNA a retras licența DDTV, deoarece proprietarul nu a mai cerut prelungirea acesteia.
În 2025, DDTV se va relansa, împreună cu OTV.

## Desene animate difuzate
- Baby Huey
- Betty Boop
- Broasca Flip
- Casper, fantoma prietenoasă (The New Casper Cartoon Show)
- Felix Pisica
- Gabby
- Gumby
- Huckleberry Hound
- Mel-O-Toons
- Mica Audrey
- Mighty Mouse (un episod)
- Mica Lulu
- Popeye Marinarul (Fleischer Studios), (Famous Studios)
- Screen Songs
- Superman
- The New Three Stooges
- Tom și Jerry (Van Beuren)
- Ursul Yogi
- Looney Tunes
- Batman
- Spider-Man 1967
- Clutch Cargo
- Hanna Barbera
- Toonjet
- Ciocănitoarea Woody
- Walt Disney
- Pantera Roz
- Nu, pogodi!